# ويليام دوربن
ويليام دوربن (بالإنجليزية: William Durbin)‏ هو فنان قتالي أمريكي، ولد في 31 ديسمبر 1953 في باردستاون في الولايات المتحدة.